# Rivière-la-Paix
Pour les articles homonymes, voir Peace River.
Rivière-la-Paix (en anglais : Peace River) est une ville (town) du nord de l'Alberta au Canada fondée en 1914. Lors du recensement de 2006, sa population était de 6 315 habitants.

## Historique

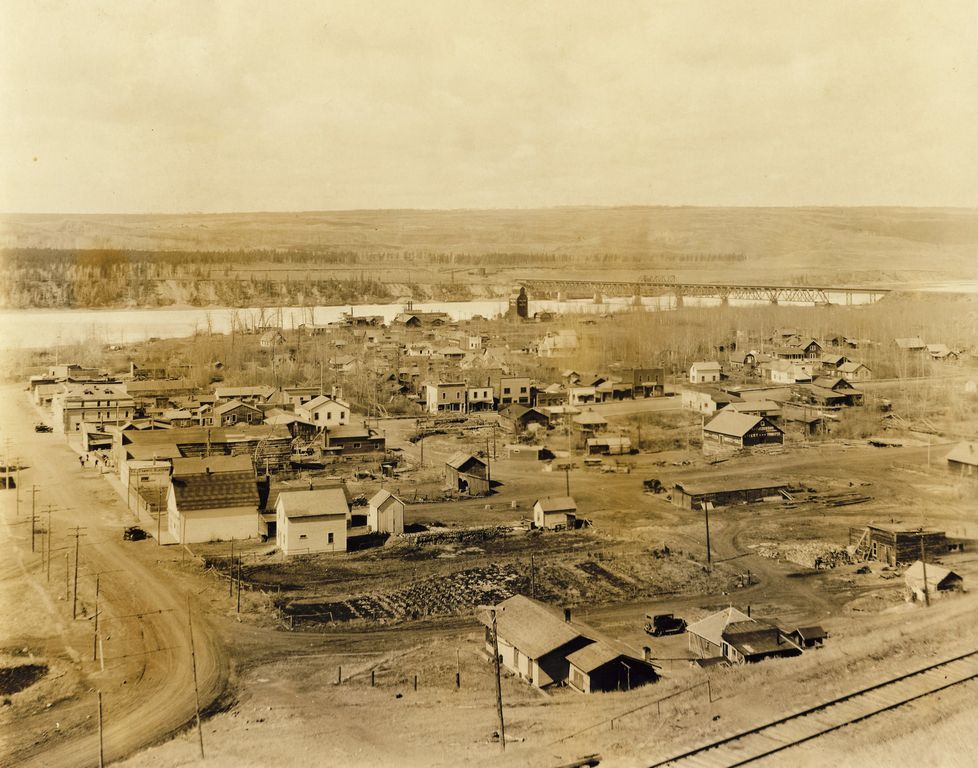
Rivière-la-Paix vers 1919-1930

La région historiquement habitée par les Cris est visitée notamment par Alexander Mackenzie en 1792-1793 qui y reste pour l'hiver avec ses hommes, nommant le site Fort Fork. Une communauté connue sous le nom de Peace River Crossing sera située au confluent de la rivière Heart (en) nord et de la rivière de la Paix et y restera jusqu'à la fin du XIXe siècle.
C'est en 1898 que la Police montée du Nord-Ouest y construit un poste. En juin 1899, lors de la signature du Traité 8 entre le gouvernement et les Cris, le développement de la région commença, notamment dans le secteur minier lors de la ruée vers l'or du Klondike.
En 1914, le village de Peace River Crossing est fondé. Il sera renommé Peace River en 1916, année où le Central Canada Railway s'y installe. En 1919, la ville (town) de Rivière-la-Paix est constituée[réf. nécessaire].

## Économie
On retrouve un important gisement de sables bitumineux, le troisième en importance au Canada et estimé initialement à 11 milliards de m3. Depuis 1986, la compagnie Shell y produit entre 1 600 et 2 000 m3 de bitume à chaque jour,. On[Qui ?] estime que la production pourrait être portée jusqu'à 12 000 m3[réf. nécessaire].

## Démographie
Selon le recensement de 2021 mené par Statistique Canada, le ville de Rivière-la-Paix avait une population de 6 619 personnes, vivant dans 2 590 des 2 997 habitations. Ceci signifie une décroissance de -3,3% par rapport au recensement précédent mené en 2016, qui compta 6 842 personnes.

Le recensement de 2006 montra que 6,5% des habitants de Rivière-la-Paix parlaient uniquement le français. Ce pourcentage est nettement plus élevé que les 1,9% en l'Alberta, La ville se trouve en proximité de la communauté franco-albertaine de Saint-Isidore, qui se situe à une quinzaine de kilomètres à l'est de Rivière-la-Paix, et les communautés de Marie Reine et de Girouxville au sud.

En raison de l'importance historique et traditionnelle de la région, et de la proximité de plusieurs communautés autochtones, Rivière-la-Paix connaît une forte présence de culture autochtone. Le Pow Wow, un événement organisé depuis le début des années 1990 par le comité des aborigènes de Rivière-la-Paix, célèbre la riche et vibrante culture autochtone ainsi que ses coutumes traditionnelles. Cet événement a lieu sur les terrains publics de la ville, contrairement à beaucoup d'autres pow-wows, qui se déroulent uniquement sur les territoires autochtones.

D'après le recensement de 2006, l'âge médian était de 32,2 ans, inférieur à la médiane albertaine de 36,0 ans, et la médiane canadienne de 39,5 ans. Selon le même recensement, 7,4% de la population de Rivière-la-Paix avait moins de 5 ans. Pour la même statistique, le Canada et l'Alberta sont à 5,3% et 6,2% respectivement.

Selon de recensement de 2001, 72 % des résidents s'identifièrent en tant que chrétiens, tandis que 26,5% avaient aucune affiliation religieuse.

## Transport

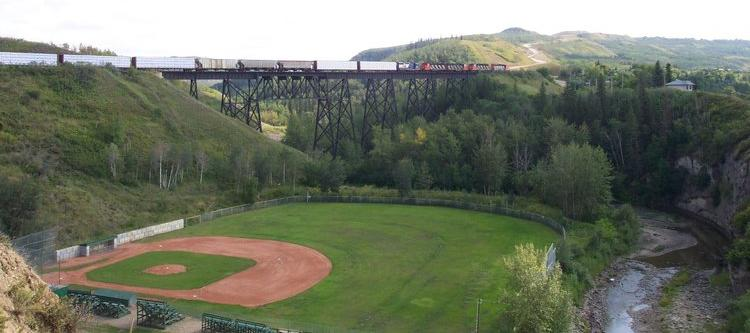
Terrain de balle 12 Foot Davis avec un pont ferroviaire en arrière-plan

La ville est au kilomètre « 0 » de l'autoroute Mackenzie (Route 35) qui relie l'Alberta au Grand Lac des Esclaves. On y retrouve également l'aéroport de Peace River (code OACI : CYPE)[réf. nécessaire].